# Skyland İstanbul
Skyland Istanbul – kompleks trzech wieżowców (Skyland Istanbul-1, Skyland Istanbul-2 i Skyland Istanbul-3) w Stambule. Został zaprojektowany przez Petera Vaughana z międzynarodowego biura architektonicznego Broadway Malyan.
Wybudowanie kompleksu kosztowało ponad 700 milionów dolarów amerykańskich. Budowa kompleksu rozpoczęła się w 2012 roku.

## Kompleks budynków
Wieże Skyland Istanbul-1 i Skyland Istanbul-2 są najwyższymi budynkami w Stambule. Pierwsze 7 pięter wszystkich budynków jest połączone ze sobą wspólnym centrum handlowym, w którym znajduje się multipleks kinowy, część restauracyjna i parking podziemny mogący pomieścić 3500 samochodów.

### Skyland Istanbul-1
Skyland Istanbul-1 jest budynkiem biurowym, który na 65 piętrach mieści 504 przestrzenie biurowe. Został oddany do użytku wraz ze Skyland Istanbul-2 w 2017 roku.

### Skyland Istanbul-2
Skyland Istanbul-2 jest budynkiem mieszkalnym, w którym znajduje się 830 mieszkań i apartamentów. Najmniejsze mieszkanie w budynku posiada 56 metrów kwadratowych, a największe 322 metry kwadratowe. Został oddany do użytku wraz ze Skyland Istanbul-1 w 2017 roku.

### Skyland Istanbul-3
W budynku Skyland Istanbul-3 znajduje się 5-gwiazdkowy hotel posiadający 300 pokoi i zaplecze konferencyjne dla 550 użytkowników. Został oddany do użytku w 2018 roku.